# Aphnaeus nubilus
Aphnaeus nubilus är en fjärilsart som beskrevs av Moore 1887. Aphnaeus nubilus ingår i släktet Aphnaeus och familjen juvelvingar. Inga underarter finns listade i Catalogue of Life.